# Иларион Тројицки
Иларион (световно име Владимир Алексејевич Тројицки; 13 (25). септембра 1886, село Липици, Каширски срез, Тулска губернија - 28. децембра 1929, Лењинград) је руски православни свештеномученик, архиепископ Верејски, богослов и аутор бројних духовних и теолошких дела.

## Биографија
Рођен је 13. септембра 1886. године у селу Липице Каширског среза Тулске губерније, као Владимир Алексејевич Тројицки, у породици свештеника. Оженио се млад а супруга му је умрла рано, тако да је сам васпитавао своје петоро деце: три сина и две кћери. Два сина - Владимир и Димитрије - постали су епископи, а трећи син Алексеј свештеник.
Основно образовање стекао је у Тули - у духовној школи, а затим у богословији, након чега је послат о државном трошку у Московску духовну академију да настави образовање. Уписао је академију 1906. године. Још као студент академије, Владимир Алексејевич је почео да се истиче као највећи руски богослов, усредсредивши своју пажњу на историјскодогматску апологију 9. члана Символа вере, тј. на разоткривању православног учења о Цркви.
1910. године Владимир Алексејевич Тројицки је завршио Духовну академију са звањем кандидата богословља и задржан на академији као професорски стипендиста, а након годину дана постављен за вршиоца дужности доцента на катедри Светог Писма Новог Завета. На академији је написао и објавио радове: "Хришћанство или Црква", "Гностицизам и Црква у односу према Новом Завету", "О црквености духовне школе и богословске науке", "О нужности историјско-догматске апологије 9. члана Символа вере", "Тријединство Божанства и јединство човечанства", "Покајање у Цркви и покајање у католицизму" и друге.
У пролеће 1912. године Владимир Алексејевич је одбранио своју магистарску дисертацију. После одбране дисертације Владимир Алексејевич је кренуо на пут у Кијев и Житомир. Ту се срео с епископом Прокопијем Титовом с којим је био веома близак. Заједно с њим он је често посећивао архиепископа Антонија Храповицког према којем се, као и многи студенти Духовне академије, а нарочито они који су желели да приме монаштво, односио с великим поштовањем.
Замонашио се 28. март 1913. у пустињи светог Параклита која се налазила недалеко од Тројице-Сергијеве лавре. 11. априла рукоположен је у чин јерођакона; 2. јуна, на Тројицу, у чин јеромонаха.
5. јула 1913. године уздигнут је у чин архимандрита. Био је то најмлађи архимандрит и професор у Русији тог времена.
Током Првог светског рата узео је живо учешће у мисионарском и противрасколничком раду. По налогу светог Синода он је саставио 24 полемичка летка против уније и штампао их у 600 хиљада примерака.
После фебруарске револуције 1917. године, активно је учествовао у раду беликог руског Помесни сабора. У знатној мери захваљујући иступању архимандрита Илариона престале су расправе поводом патријаршије, гласови противника су замукли под утицајем храбро изнесених речи истине..
После доласка на власт бољшевика почела су гоњења Цркве и већ 10. марта 1919. године архимандрит Иларион је ухапшен и затворен у Бутирски затвор. Својим блиским људима писао је из затвора: "Честитам вам празник. Дошао бих и ја на празник, али ме не пуштају. Сутра ће бити тачно два месеца како сам ухапшеник, и даље сам у том стању, а колико ми остаје да будем, то не знам. Позивали су ме код иследника. Мој 'случај' се и њему показао смешним и никакву кривицу није нашао. 'Сутра ћу' каже - 'о томе обавестити колегијум'. Ова његова прва затворска казна је трајала око три месеца.
24. маја 1920. године у храму Тројицког патријаршијског подворја постављен је за епископа Верејског, викара Московске епархије..
Активни црквени рад светитељев, његове проповеди на богослужењима и помоћ патријарху Тихону, његове сјајне наступе на јавним расправама власт је дочекала с бесом. 22. марта 1922. године епископ Иларион је поново ухапшен.
4. јула 1922. године епископ Иларион је заједно с робијашким транспортом дошао у Архангељск и 10. јула је ослобођен из затвора..
Одмах након повратка епископа Илариона из прогонства патријарх Тихон га је уздигао у чин архиепископа. Најближи помоћник патријарха, преосвећени Петар Пољански, у то време је још увек био у прогонству и архиепископ Иларион је постао патријархов помоћника.
15. новембра 1923. године архиепископ Иларион је ухапшен. 20. новембра патријарх Тихон је упутио писмо 5. одељењу Народног комесаријата правде у којем је стајала молба за испитивање узрока хапшења архиепископа Илариона и за убрзавање његовог ослобађања.
7. децембра комисија НКВД за административна прогонства осудила је Илариона на три године затвора на Соловцима.
У јануару 1924. године архиепископ је доспео у етапни затвор на Поповом острву. Крајем јуна 1924. године након отварања бродске линије архиепископ Иларион је отпремљен на Соловецко острво; ту је плео мреже на Филимоновом ловилишту рибе, био је шумар, чувар у Филиповој пустињи.
У то време совјетска влада и ОГПУ су планирали у Цркви нови раскол. Овога пута он је требало да буде предвођен архиепископом Јекатеринбуршким Григоријем Јацковским. Желећи да увуче архиепископа Илариона у раскол, Тучков је издао наређење да се он премести из Соловака у Јарославски ОГПУ, да му се да засебна ћелија, могућност да се бави научним радом, да води преписку и добија књиге које хоће, а за то време је хтео да покуша да га наговори на сарадњу са ОГПУ.
5. јула 1925. године архиепископ Иларион је премештен из Соловецког логора у Јарославски политички изолатор.
26. фебруара 1926. године архиепископа су преместили из засебне ћелије у заједничку ћелију затвора у Коровњицима.
19. новембра 1926. године Посебно веће при Колегијуму ОГПУ је поново осудило владику на три године затвора на Соловцима. Оптужили су га да је разгласио садржај разговора с Тучковом. Дошавши на Соловке, владика се шалио: "Понављао сам годину".
14. октобра 1929. године Посебно веће при Колегијуму ОГПУ осудило је архиепископа на три године прогонства у Казахстан.
Умро је 28. децембра 1929. године. Митрополит Серафим Чичагов који је тада био на Петроградској катедри издејствовао је да светитељево тело буде предато из затворске болнице ради црквене сахране. Тело је положено у храм Новодевичјег манастира.